# 荒木義夫
荒木 義夫（あらき よしお、1894年6月17日 - 1984年2月5日）は、日本の内務官僚。県知事、台湾総督府警務局長。

## 経歴
兵庫県出身。荒木矩の長男として生まれる。第三高等学校を経て、1919年京都帝国大学法学部法律学科卒業。伊藤忠に入り、1921年、内務省特殊財産管理局嘱託となる。1922年11月、高等試験行政科試験に合格し内務属となる。
以後、福井県警視、鹿児島県・福井県の各地方事務官、三重県工場監督官、山梨県書記官・警察部長、長野県書記官・警察部長、神奈川県書記官・警察部長、大阪府書記官・警察部長、警視庁警務部長などを歴任。
1939年9月、徳島県知事に就任。1940年12月に退任し、台湾総督府に転じ警務局長となる。1942年7月、福島県知事となり、1943年4月まで在任。以後、愛知県参事官などを務め、1943年に退官。戦後に公職追放となった。

## 親族
- 娘 大村トシ子（大村襄治・衆議院議員の妻）[1]

## 栄典
- 1940年（昭和15年）8月15日 - 紀元二千六百年祝典記念章[2]